# オスカル・クライン

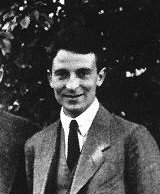
オスカル・クライン

オスカル・クライン（Oskar Klein, 1894年9月15日 - 1977年2月5日）は スウェーデンの理論物理学者である。仁科芳雄と散乱に関するクライン＝仁科の公式を導いたことなどで知られる。

## 生涯
スウェーデンのストックホルム県ダンデリードに、ストックホルムのラビを務めるゴットリーブ・クラインの息子として生れた。ノーベル研究所でスヴァンテ・アレニウスに学んだ。その後ジャン・ペランに学んだが、第1次大戦の勃発により、兵役についた。
1917年から数年デンマークのコペンハーゲンにおいてニールス・ボーアのもとで研究し、1921年ストックホルム大学で博士号を取得した。1923年にアメリカミシガン州、アナーバーのミシガン大学で講師の職を得て、デンマーク人の妻ゲルダ・コッホとともに移り住んだ。1925年、クラインは再びコペンハーゲンに戻ると、オランダのライデンでポール・エーレンフェストとともに働き、1926年にルンド大学の講師になった。1930年には、かつてイヴァール・フレッドホルムが1927年に死去するまでその椅子にあったストックホルム大学の物理学教授職のオファーを受け、1961年に名誉教授として退任するまでその職を務めた。1959年、マックス・プランク・メダルを受章した。

## 業績
クラインは現代物理学に多くのあたらしいアイデアを導入した。クラインはカルツァ＝クライン理論の一部であり、M理論や弦理論にとって不可欠な、余剰次元は存在するが非常に小さなスケールに折りこまれている、とする考えを編み出した。クラインはまた、原子を周回する微小な不可視粒子を伴う時間旅行についての理論についてもよく知られている。この理論は広く認められているが、原子内粒子試験を含む現在の技術では証明も反論もできていない。クラインの名前のついた理論として、カルツァ＝クライン理論、クライン-ゴルドン方程式、クライン＝仁科の公式が挙げられる。
ストックホルム大学で年に一度開かれるオスカル・クライン記念講座は、彼にちなんで名づけられた。